# Dorsifulcrum acutum
Dorsifulcrum acutum är en fjärilsart som beskrevs av Claude Herbulot 1979. Dorsifulcrum acutum ingår i släktet Dorsifulcrum och familjen mätare. Inga underarter finns listade i Catalogue of Life.